# Thalassodes falsaria
Thalassodes falsaria är en fjärilsart som beskrevs av Louis Beethoven Prout 1912. Thalassodes falsaria ingår i släktet Thalassodes och familjen mätare. Inga underarter finns listade i Catalogue of Life.